# Modelli matematici in epidemiologia
In epidemiologia, un modello matematico è un modello simbolico costituito da una o più equazioni che prendono in considerazione i diversi  parametri che sono coinvolti nella genesi e nell'evoluzione del fenomeno di interesse sanitario (in genere: una malattia) studiato.
La formulazione dei modelli matematici è oggetto di studio della biomatematica, dove i modelli traggono origine dalla descrizione deterministica dell’evoluzione temporale dell’evento epidemico studiato, ossia della cinetica delle trasformazioni che possono comporlo. 
I modelli matematici utilizzati in epidemiologia sono costruiti per scopi diversi, ad esempio: prevedere l'andamento di una malattia in determinate condizioni oppure prevedere l'effetto sulla prevalenza o sull'incidenza qualora vengano adottare determinate misure di controllo oppure calcolare il rischio di morte o l'aspettativa di vita nel corso di una epidemia o in specifiche condizioni ambientali. Un buon modello permette di simulare ciò che avverrà in natura e quindi può rappresentare un utilissimo strumento nello studio delle malattie. 
Possono essere utilizzati per analizzare preventivamente il rapporto costi/benefici di azioni di profilassi.
Modelli matematici analoghi a quelli utilizzati in epidemiologia possono venir utilizzati per studiare la diffusione delle informazioni e la diffusione dei fenomeni cosiddetti virali su internet e nei social network  così come la valutazione del rischio in ambito finanziario o assicurativo.

## Storia
Il primo scienziato che ha cercato sistematicamente di quantificare le cause della morte è stato John Graunt nel suo libro Natural and political observations upon the bills of mortality nel 1662. I disegni di legge studiati erano elenchi di numeri e cause di decessi pubblicati settimanalmente. Graunt fu il primo a correlare la salute dei cittadini di Londra alle loro condizioni socio-economiche attraverso un'attenta analisi dei registri delle nascite e delle morti custoditi nelle parrocchie londinesi. Successivamente la pratica della registrazione dei decessi fu adottata anche dalle autorità civili.
Il primo resoconto della modellazione matematica della diffusione della malattia fu effettuato nel 1766 da Daniel Bernoulli. Formatosi come medico, Bernoulli ideò un modello matematico per difendere la pratica dell'inoculazione contro il vaiolo. Questo modello mostrava che l'inoculazione universale contro il vaiolo avrebbe aumentato l'aspettativa di vita da 26 anni e 7 mesi a 29 anni e 9 mesi.
Il lavoro di Daniel Bernoulli ha preceduto gli studi sulla vaccinazione di Edward Jenner e la comprensione della "teoria dei germi" da parte di Pasteur.

Nel 1840, Farr presentò una lettera al Annual Report of the Registrar General of Births, Deaths and Marriages in England . In quella lettera, ha applicato la matematica ai registri delle morti durante una recente epidemia di vaiolo, proponendo che:
"Se non è possibile scoprire la causa latente delle epidemie, è possibile indagare sul modo in cui opera. Le leggi della sua azione possono essere determinate dall'osservazione, nonché dalle circostanze in cui si verificano le epidemie o da cui possono essere controllate. " 
William Farr fu probabilmente il primo a introdurre una teoria matematica delle epidemie, utilizzando un'equazione polinomiale di terzo grado per descrivere e predire l'andamento della peste bovina nel 1865.
Il medico tropicale inglese Ronald Ross, già premio Nobel (1902) per aver stabilito che la malaria si trasmette con le punture delle zanzare, proponeva il primo modello probabilistico utilizzato in epidemiologia correlando il diffondersi della malattia al numero di zanzare.
All'inizio del XX secolo, William H. Hamer e John Brownlee tracciarono le linee della legge dell'azione di massa per spiegare il comportamento delle epidemie.
Gli anni '20 videro la nascita dei modelli compartimentali. Il modello epidemico di Kermack-McKendrick (1927) e il modello epidemico di Reed-Frost (1928) descrivono entrambi la relazione tra individui sensibili, infetti e immuni in una popolazione. Il modello epidemico di Kermack-McKendrick è riuscito a predire il comportamento di focolai molto simile a quello osservato in molte epidemie.
La propagazione della malattia e l’entità di un’epidemia in una popolazione dipendono da diversi fattori spaziali e temporali che sono stati inquadrati negli anni Venti del Novecento da Lowell Reed e Wade Hampton Frost nel cosiddetto modello epidemico Reed-Frost. Nel modello Reed-Frost la propagazione della malattia varia in relazione alla probabilità di contatti infettivi e di ospiti suscettibili. Tale probabilità è influenzata dalla densità della popolazione, dal tempo e dalla durata del contatto, dalla suscettibilità dell’ospite, dall’infettività dell’ospite, dalla trasmissibilità dell’agente, dall’infettività dell’agente e dalla virulenza dell’agente.
Negli ultimi decenni sono stati concepiti decine di modelli matematici sempre più sofisticati che cercano di catturare le complesse dinamiche spazio-temporali delle forme epidemiche (o endemiche) che caratterizzano le diverse malattie infettive. Tali modelli rientrano in due categorie generali: modelli statistici che tentano solo di descrivere la struttura dei dati e modelli meccanicistici che tentano di rappresentare i processi che si ritiene abbiano generato i dati. La maggior parte rimane piuttosto astratta e sottodeterminata, e comunque appare irrealistico aspettarsi un modello unificato delle dinamiche epidemiche, mentre sarebbe più ragionevole cercare di valutare più analiticamente e sperimentalmente il peso delle diverse variabili nei diversi modelli epidemici che tentano di spiegare o predire specifiche dinamiche ospite/parassita.

## Tipi di modelli epidemiologici
Le principali distinzioni si pongono tra modelli deterministici o stocastici, chiusi o aperti, omogenei o eterogenei.

### Modello deterministico
I modelli deterministici sono i più semplici; in essi, le variabili di input assumono valori fissi, determinati. In un modello deterministico, gli individui nella popolazione sono assegnati a diversi sottogruppi o compartimenti, ognuno dei quali rappresenta uno stadio specifico dell'epidemia. I tassi di transizione da una classe all'altra sono espressi matematicamente come derivate, quindi il modello è formulato usando equazioni differenziali. Durante la costruzione di tali modelli, si deve presumere che la dimensione della popolazione in un compartimento sia differenziabile rispetto al tempo e che il processo epidemico sia deterministico. In altre parole, i cambiamenti nella popolazione di un compartimento possono essere calcolati utilizzando solo la cronologia utilizzata per sviluppare il modello.

### Modello stocastico
I modelli stocastici tengono in considerazione le variazioni delle variabili di input, e forniscono risultati in termini di "probabilità". Un modello stocastico è uno strumento che permette di stimare le distribuzioni di probabilità di potenziali esiti consentendo variazioni casuali in uno o più input nel tempo. I modelli stocastici dipendono dalle variazioni del rischio di esposizione, malattia e altre dinamiche della malattia. Potendo inserire la variabilità dei dati di input i modelli stocastici hanno una struttura più complessa di quelli deterministici ma riescono a essere più aderenti alla realtà.

## Modelli compartimentali
Nei modelli compartimentali si assumono delle ipotesi per semplificare la simulazione matematica della dinamica delle malattie infettive, sinteticamente tali ipotesi presumono che la popolazione sia divisa in compartimenti e che ogni individuo nello stesso compartimento abbia le stesse caratteristiche.
I modelli compartimentali sono di solito costruiti con equazioni differenziali ordinarie (che sono deterministiche), ma, utilizzando come input delle probabilità, possono anche essere visualizzati in un quadro stocastico che è più realistico ma anche più complicato da analizzare.
I modelli compartimentali possono essere utilizzati per prevedere le proprietà della diffusione di una malattia, ad esempio la prevalenza (numero totale di infetti) o la durata di un'epidemia. Inoltre, il modello consente di comprendere in che modo diverse situazioni possono influenzare l'esito dell'epidemia, ad esempio quale sia la percentuale di vaccinazioni che in una determinata popolazione procura l'immunità di gregge oppure che variazione nel numero di riproduzione effettivo produce un contenimento dell'epidemia.
Sono quasi cento anni che si usano modelli matematici per descrivere la dinamica delle epidemie. I modelli attualmente usati in gran parte si originano dal modello proposto da Kermack e McKendrick nel 1927. I modelli matematici più utilizzati necessitano di classificare la popolazione {\displaystyle N} in compartimenti di cui i più comunemente utilizzati sono:
- {\displaystyle S}, suscettibili;
- {\displaystyle I}, infetti/infettivi;
- {\displaystyle E}, esposti (usato quando, ad esempio, la malattia richiede due settimane per rendere l'individuo infettivo);
- {\displaystyle R}, recuperati, guariti, non infettabili perché immuni, dopo aver contratto la malattia. Alcuni autori nei loro modelli interpretano la {\displaystyle R}, come resistenti o rimossi, in quanto non partecipano al processo epidemico, immuni o isolati o deceduti.

Se si vuole studiare la dinamica di una epidemia a seconda delle fasce d'età della popolazione {\displaystyle S,E,I,R} vengono divisi in sotto-compartimenti.
Modelli più accurati o per casi particolari possono utilizzare altre classificazioni:
- {\displaystyle I_{1},I_{2},I_{3},\ldots }, infetti o infestati con diversi gradi di infestazione, nei modelli dove la malattia è causata da organismi parassiti come le zecche;
- {\displaystyle D}, deceduti per la malattia;
- {\displaystyle M}, soggetti con immunità o infettività dalla nascita, materna;
- {\displaystyle C}, soggetti portatori (carrier) asintomatici;
- {\displaystyle Q}, soggetti in quarantena;
- {\displaystyle T}, soggetti trattati ( {\displaystyle H}, ospedalizzati);
- {\displaystyle V}, soggetti vaccinati.

Sono stati sviluppati molti diversi modelli matematici con diversi requisiti in grado di simulare la dinamica nel tempo {\displaystyle t} di una epidemia. In genere i modelli più semplici utilizzano come parametri:
- {\displaystyle S_{(t)}} numero o percentuale di suscettibili, non ancora infetti, al giorno {\displaystyle t};
- {\displaystyle E_{(t)}} numero o percentuale di esposti al giorno {\displaystyle t}, infetti ma non ancora infettivi;
- {\displaystyle I_{(t)}} numero o percentuale di infetti/infettivi al giorno {\displaystyle t};
- {\displaystyle R_{(t)}} numero o percentuale di guariti al giorno {\displaystyle t}. Nei modelli dove {\displaystyle N_{(t)}=S_{(t)}+E_{(t)}+I_{(t)}+R_{(t)}}, {\displaystyle R_{(t)}} può includere anche immuni, deceduti, isolati, in quarantena ecc.

La maggioranza dei modelli matematici viene denotata da un acronimo che rappresenta il flusso dell'epidemia tra i diversi compartimenti di popolazione.
- SI: {\displaystyle S\Longrightarrow I}
- SIS: {\displaystyle S\Longrightarrow I\Longrightarrow S}
- SIR: {\displaystyle S\Longrightarrow I\Longrightarrow R}
- SEIR: {\displaystyle S\Longrightarrow E\Longrightarrow I\Longrightarrow R}
- MSIR: {\displaystyle M\Longrightarrow S\Longrightarrow I\Longrightarrow R}
- MSEIR: {\displaystyle M\Longrightarrow S\Longrightarrow E\Longrightarrow I\Longrightarrow R}

I modelli possono adattarsi a malattie infettive nella fase epidemica o endemica, a sistema aperto (considerando nascite e morti) o chiuso. I modelli più semplici permettono di ricavare curve da una serie di equazioni differenziali mentre nei modelli più complessi si deve ricorrere al calcolo matriciale. I modelli, deterministici (che producono gli stessi risultati ogni volta che vengono eseguiti) o stocastici (che generano una distribuzione di risultati probabili sulla base delle variazioni degli input)  danno curve diverse.

### Parametri
Per lo sviluppo dei modelli sono poi in genere necessari:
- Il tasso di infezione o la velocità di trasmissione, normalmente indicato con β. Il suo reciproco 1/ β è il tempo medio tra i contatti. Nei modelli {\displaystyle SIR} il soggetto da suscettibile diventa infetto, nei modelli  {\displaystyle SEIR} il soggetto da suscettibile diventa esposto.
- Il tasso di recupero, normalmente indicato con γ. Il suo reciproco 1/γ è il tempo infettivo medio.
- Il tasso di latenza o di incubazione, normalmente indicato con {\displaystyle \alpha }. Il suo reciproco è il tempo medio di latenza o incubazione, {\displaystyle \varepsilon } che intercorre da quando un soggetto diventa esposto a quando diventa infettivo.

Inserendo il tasso di letalità (CFR) ed il tempo che intercorre tra la diagnosi e il decesso nel modello si può stimare il numero di morti che produrrà una epidemia nel corso della sua evoluzione.
Variando il numero di riproduzione effettivo, cioè in genere riducendo il numero di riproduzione di base si può stimare l'effetto delle misure di contenimento adottate per arginare l'epidemia.
Inserendo il tasso di ospedalizzazione e i tempi medi di ricovero in ospedale e/o nei reparti di terapia intensiva è possibile stimare se le strutture sanitarie sono sufficienti a reggere l'impatto di una epidemia.
Nelle epidemie che si sviluppano in tempi molto lunghi o in equilibrio endemico normalmente si considerano anche tasso di natalità e tasso di mortalità e nelle condizioni di stato stazionario, endemico, l'età media in cui i soggetti si ammalano e l'aspettativa di vita media della popolazione.
Nei casi in cui un soggetto infetto torna ad essere suscettibile oppure sviluppa una breve immunità temporanea, modelli SIS o SIRS, si può considerare la velocità con cui gli infetti o i recuperati tornano ad essere suscettibili, normalmente indicata come α.A seconda della accuratezza del modello si possono inserire altri parametri: durata dell'infezione, cioè da quanto tempo è passato dal contagio, o la probabilità che un individuo sia ancora infetto un certo tempo dopo l’infezione, periodo di incubazione, periodo infettivo, intervallo seriale, cioè il tempo fra la comparsa dei sintomi in un infetto e la comparsa dei sintomi in un individuo infettato dal primo, ed altri parametri ricavati sul campo.
Si deve anche definire la legge secondo cui si infettano i suscettibili. I modelli più semplici utilizzano la legge di azione di massa (sistema omogeneo) dove si assume che ogni individuo abbia la stessa probabilità di contattare qualunque altro individuo nella popolazione, indipendentemente dai contatti passati.

### Modello SI
il modello SI  è un approccio particolarmente semplice per descrivere la diffusione delle malattie infettive dove per un {\displaystyle N} costante {\displaystyle ~N=I+S.}
Il tasso di diffusione della malattia dipende statisticamente dal numero di individui infettivi e in secondo luogo dal numero di individui che possono ancora essere infettati.
Secondo questo modello la malattia si diffonderà in tutta la popolazione.
Le estensioni al modello SI sono il modello SIS, in cui gli individui possono guarire e riammalarsi, e il modello SIR, in cui gli individui possono diventare immuni alla malattia.

### Modello SIS

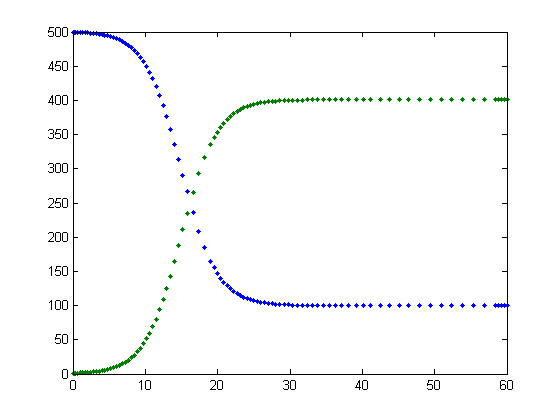
Curve nel tempo del numero di suscettibili(Blu) e di infetti/infettivi (Verde) in un modello SIS con tasso di infezione superiore al tasso di guarigione

Il modello SIS, utilizzabile per malattie di breve durata che non danno immunità come il raffreddore, distingue solo due gruppi di individui: {\displaystyle S,I}. Al momento t designato il numero di suscettibili S_(t) e il numero di infettivi I_(t) essendo costante N si ha {\displaystyle N=I(t)+S(t)}. Il modello SIS può quindi essere utilizzato per le malattie che hanno le seguenti proprietà:
- Dopo che la malattia è guarita, ogni individuo ritorna immediatamente al gruppo sano e può essere nuovamente infettato.
- Gli infetti sono immediatamente contagiosi.
- Le persone sane si ammalano con un tasso di infezione lineare β.
- Le persone infette guariscono con un tasso di guarigione lineare α.
- Ogni gruppo interagisce con la stessa probabilità. Ciò giustifica l'assunzione di relazioni lineari.

La diffusione della malattia è generalmente formulata sotto forma di equazioni differenziali ordinarie:
{\displaystyle {\begin{aligned}{\frac {\mathrm {d} S}{\mathrm {d} t}}&=-\beta IS+\alpha I\\{\frac {\mathrm {d} I}{\mathrm {d} t}}&=\beta IS-\alpha I.\end{aligned}}}
Dalla soluzione del modello con {\displaystyle t\longrightarrow \infty } si ricava che se {\displaystyle \beta N-\alpha <0} l'epidemia non ci sarà o si estinguerà, se invece {\displaystyle \beta N-\alpha >0} l'epidemia si evolverà tendendo ad un equilibrio tra numero di suscettibili e di infetti asintoticamente stabile con un numero di suscettibili {\displaystyle S_{\infty }={\frac {\alpha }{\beta }}}, chiamato "equilibrio endemico".
Inserendo la dinamica vitale (tasso di natalità {\displaystyle \Lambda } e tasso di mortalità {\displaystyle \mu }) in un modello SIS si ricavano valori di equilibrio endemico più realistici.

### Modello SIR

Modello SIR:andamento temporale dei tre compartimenti S, I e R con, tasso di infezione, tasso di rimozione e con i valori iniziali e

Il modello SIR è uno dei modelli compartimentali più semplici e molti modelli sono derivati da questa forma base. Il modello si compone di tre compartimenti {\displaystyle S,I,R.} dove assumendo {\displaystyle N}costante, si ha {\displaystyle N=I(t)+S(t)+R(t),} includendo in {\displaystyle R(t)} anche i morti dovuti alla malattia. Questo modello è ragionevolmente predittivo per le malattie infettive che vengono trasmesse da uomo a uomo e in cui il recupero conferisce resistenza duratura, come il morbillo, la parotite e la rosolia.
Il modello SIR può essere utilizzato per le malattie che hanno le seguenti proprietà:
- Ogni individuo può essere infettato da un agente patogeno solo una volta e poi diventa immune o muore.
- La popolazione è costante. Le morti dovute alla malattia sono incluse nel gruppo R, le nascite e morti per altre ragioni non sono prese in considerazione.
- Gli infetti sono immediatamente contagiosi.
- Un soggetto suscettibile diventa infetto con tasso di contatto che si assume costante, {\displaystyle c}. Il tasso di contagio o velocità di trasmissione si assume uguale a {\displaystyle \beta ={\frac {c}{N}}.}
- Infetti diventano rimossi con un tasso costante uguale a {\displaystyle \gamma \geq 0.}
- Il numero di riproduzione di base diventa {\displaystyle R_{0}={\frac {\beta }{\gamma }}.}
- Ogni gruppo interagisce con la stessa probabilità. Ciò giustifica l'assunzione di relazioni lineari.

Modello SIR - S blu, I arancio, R verde. ,: appiattimento della curva di contagio riducendo del 76 % il tasso di contagio (da a)

L'evoluzione della malattia è generalmente formulata sotto forma di equazioni differenziali ordinarie:
{\displaystyle {\begin{aligned}{\frac {dS}{dt}}&=-\beta {\frac {S}{N}}I&&(1)\\{\frac {dI}{dt}}&=\beta {\frac {S}{N}}I-\gamma I&&(2)\\{\frac {dR}{dt}}&=\gamma I&&(3)\end{aligned}}}
- L'equazione (1) descrive come il numero di S non immunitarie sane si riduce quando si incontra una persona infetta.
- L'equazione (3) descrive come, dopo la fine della malattia, il numero di sistemi immunitari su cui vengono contati i morti aumenta.
- L'equazione (2) descrive infine come il numero di persone malate e infettive aumenta o diminuisce a causa degli effetti descritti in (1) o (3).

Riscrivendo l'equazione (2) con {\displaystyle R_{0}} abbiamo:
{\displaystyle {\frac {dI}{dt}}=\left(R_{0}{\frac {S}{N}}-1\right)\gamma I,}
da cui si ricava che se  {\displaystyle R_{0}>{\frac {N}{S(0)}},} allora {\displaystyle {\frac {dI}{dt}}(0)>0}, l'epidemia ed il numero di infetti crescono
mentre se {\displaystyle R_{0}<{\frac {N}{S(0)}}}, allora {\displaystyle {\frac {dI}{dt}}(0)<0} l'epidemia non può svilupparsi.
In assenza di cure o vaccini il modello SIR più semplice mostra già come per il contenimento di una epidemia sia necessario ridurre il tasso di contatto, con misure di isolamento, distanziamento sociale o quarantena.
Il modello SIR può essere espanso per ottenere simulazioni più realistiche introducendo compartimenti come M, individui immuni dalla nascita,  E, soggetti contagiati ma non ancor infettivi, C, individui portatori sani, che possono contagiare anche se non mostrano sintomi della malattia, e D, soggetti deceduti per la malattia.
Inserendo la dinamica vitale nel modello con tasso di natalità {\displaystyle \Lambda } e tasso di mortalità {\displaystyle \mu } il numero di riproduzione di base diventa {\displaystyle R_{0}={\frac {\beta \Lambda }{\mu (\mu +\gamma )}},}

### Modello MSIR
Per molte infezioni, incluso il morbillo, i bambini non nascono nel compartimento suscettibile ma sono immuni alla malattia per i primi mesi di vita a causa della protezione dagli anticorpi materni (passati attraverso la placenta e inoltre attraverso il colostro). Il fenomeno è chiamato "immunità passiva" che può avere una durata media il cui reciproco è indicato con {\displaystyle \delta }. Questo ulteriore fattore può essere mostrato includendo una classe {\displaystyle M} (per l'immunità derivata dalla madre) all'inizio del modello
{\displaystyle {\begin{aligned}{\frac {dM}{dT}}&=\Lambda -\delta M-\mu M\\[8pt]{\frac {dS}{dT}}&=\delta M-{\frac {\beta SI}{N}}-\mu S\\[8pt]{\frac {dI}{dT}}&={\frac {\beta SI}{N}}-\gamma I-\mu I\\[8pt]{\frac {dR}{dT}}&=\gamma I-\mu R\end{aligned}}}
da cui si ricava il numero di riproduzione di base diventa {\displaystyle R_{0}={\frac {\beta \Lambda }{\mu (\mu +\gamma )}},}

### Modello SEIR
Per molte importanti infezioni c'è un significativo periodo di incubazione durante il quale gli individui sono stati infettati ma non sono ancora infettivi. Durante questo periodo l'individuo si trova nel compartimento {\displaystyle E} che sta per "esposto".Supponendo che il periodo di incubazione sia una variabile casuale con distribuzione esponenziale con parametro {\displaystyle a}  (cioè il periodo medio di incubazione è {\displaystyle a^{-1}}) con {\displaystyle N} costante abbiamo il modello:
{\displaystyle {\begin{aligned}{\frac {dS}{dt}}&=-\beta {\frac {SI}{N}},\\{\frac {dE}{dt}}&=\beta {\frac {SI}{N}}-aE,\\{\frac {dI}{dt}}&=aE-\gamma I,\\{\frac {dR}{dt}}&=\gamma I.\end{aligned}}}
dal modello base si estrae il valore del numero di riproduzione di base: {\displaystyle R_{0}=\beta /\gamma }
Ipotizzando anche la presenza di dinamiche vitali con tasso di natalità {\displaystyle \Lambda }  uguale al tasso di mortalità {\displaystyle \mu }, abbiamo il modello:
{\displaystyle {\begin{aligned}{\frac {dS}{dt}}&=\Lambda -\mu S-\beta {\frac {I}{N}}S\\[8pt]{\frac {dE}{dt}}&=\beta {\frac {I}{N}}S-(\mu +a)E\\[8pt]{\frac {dI}{dt}}&=aE-(\gamma +\mu )I\\[8pt]{\frac {dR}{dt}}&=\gamma I-\mu R.\end{aligned}}}
dal modello si estrae il valore del numero di riproduzione di base:{\displaystyle R_{0}={\frac {\beta a}{(\mu +a)(\mu +\gamma )}}.}

### Modello SEIS
Analogo al modello SEIR ma senza l'immunità alla fine dell'infezione il modello SEIS con dinamica vitale: 
{\displaystyle {\begin{aligned}{\frac {dS}{dt}}&=\Lambda -{\frac {\beta SI}{N}}-\mu S+\gamma I\\[6pt]{\frac {dE}{dt}}&={\frac {\beta SI}{N}}-(\alpha +\mu )E\\[6pt]{\frac {dI}{dt}}&=\alpha E-(\gamma +\mu )I\end{aligned}}}
da cui:{\displaystyle R_{0}={\frac {\alpha \beta \Lambda }{\mu (\mu +\alpha )(\mu +\gamma )}}}

### Modello MSEIR
Nel caso di modelli SEIR con immunità passiva, considerando {\displaystyle \delta } il periodo di immunità dei neonati immuni, il modello MSEIR diventa:
{\displaystyle {\begin{aligned}{\frac {dM}{dT}}&=\Lambda -\delta M-\mu M\\[6pt]{\frac {dS}{dT}}&=\delta M-{\frac {\beta SI}{N}}-\mu S\\[6pt]{\frac {dE}{dT}}&={\frac {\beta SI}{N}}-(\delta +\mu )E\\[6pt]{\frac {dI}{dT}}&=\delta E-(\gamma +\mu )I\\[6pt]{\frac {dR}{dT}}&=\gamma I-\mu R\end{aligned}}}
da cui si ricava il numero di riproduzione di base, uguale a quello del modello SEIR: {\displaystyle R_{0}={\frac {\beta a}{(\mu +a)(\mu +\gamma )}}.}

## Modelli che considerano le campagne di vaccinazione
Nelle malattie, con {\displaystyle R_{0}>1}, di cui è possibile contrastare la diffusione grazie alla vaccinazione, i modelli matematici possono prefigurare l'effetto delle campagne di vaccinazione sulla diffusione della malattia.  Se la proporzione della popolazione immune, per immunità naturale o acquisita grazie alla vaccinazione,  supera il livello di immunità di gregge per la malattia, la malattia non può più persistere nella popolazione e la sua trasmissione tende ad estinguersi. In questo caso i modelli raggiungono un punto di equilibrio stabile in assenza di malattia: {\displaystyle E=I=0}. Nel caso in cui la proporzione della popolazione immune non raggiunga l'immunità di gregge, la vaccinazione di massa pur interrompendo la crescita esponenziale tipica delle epidemie, nei modelli tende a far raggiungere un punto di equilibrio endemico asintoticamente stabile.
Il livello di immunità di gregge sarà indicato con {\displaystyle p} . Ricordiamo che, per uno stato stabile:
{\displaystyle R_{0}\cdot S=1.}
da cui la soglia critica ( {\displaystyle p_{c}}: proporzione critica della popolazione immune) per raggiungere l'immunità di gregge diventa
{\displaystyle p_{c}=1-{\frac {1}{R_{0}}}.}
Visto che l'efficacia di un vaccino {\displaystyle e_{v}} non è mai al 100%. Se 
{\displaystyle e_{v}<p_{c}}
anche vaccinando tutta la popolazione non si raggiungerà l'immunità di gregge.
Quando la vaccinazione o la malattia producono efficacemente una immunità definitiva, perché il modello sia attendibile nonostante le variazioni demografiche, la campagna di vaccinazione deve essere impostata prima possibile dopo la nascita.
Il numero di riproduzione cala considerando il calo dei suscettibili
{\displaystyle R_{p}=R_{0}(1-p)}
Nei programmi di vaccinazione infantile il calo del numero di riproduzione comporta un aumento dell'età media dell'infezione anche se gli individui non vaccinati correranno un rischio di infezione ridotto a causa della presenza del gruppo vaccinato. La percentuale di popolazione non vaccinata può manifestare la malattia relativamente più tardi nella vita rispetto a quanto accadrebbe in assenza di vaccino anche nelle malattie con una maggiore gravità clinica nelle popolazioni più anziane,
Quando la vaccinazione o la malattia producono una immunità temporanea il modello base è un modello {\displaystyle SIRS} dove i rimossi possono tornare ad essere suscettibili, e quindi esposti nuovamente al contagio.
Il sistema di equazioni differenziali del modello {\displaystyle SIR} viene modificato considerando  {\displaystyle \alpha R} ( rimossi che tornano suscettibili ) essendo {\displaystyle \alpha } il tasso o la velocità con cui questo avviene:
{\displaystyle {\begin{aligned}{\frac {dS}{dt}}&=-\beta {\frac {S}{N}}I+\alpha R\\{\frac {dI}{dt}}&=\beta {\frac {S}{N}}I-\gamma I\\{\frac {dR}{dt}}&=\gamma I-\alpha R\end{aligned}}}
da cui si può ricavare che 
{\displaystyle R_{0}={\frac {NK}{\gamma }}}
dove  {\displaystyle K} è l'autovalore della matrice jacobiana e {\displaystyle {\frac {1}{\gamma }}} è la durata media della malattia.
In questo modello basilare: 
se {\displaystyle R_{0}<1} la malattia si estingue
se invece {\displaystyle R_{0}>1} si raggiungerà un equilibrio endemico asintoticamente stabile.
Introducendo campagne di vaccinazione di massa nel modello {\displaystyle SIRS}  si evidenzia come tendendo all'equilibrio endemico l'epidemia, in funzione delle oscillazioni nel tempo della proporzione della popolazione immune, avrà ondate e focolai la cui ampiezza e frequenza dipende dalla durata dell'immunità vaccinale.
Il modello {\displaystyle SIRS} può essere adattato a specifiche esigenze in caso di epidemie o pandemie dove grazie alla modellazione si devono prefigurare gli effetti delle campagne di vaccinazione e delle misure di contenimento.
In occasione della pandemia di COVID-19 per valutare l'effetto delle vaccinazioni e delle misure adottate per contenerla sono stati implementati modelli {\displaystyle SVEIRS} o più complessi modelli che considerano: Suscettibili (non infetti), Vaccinati, Infetti (asintomatici e senza diagnosi), Diagnosticati (asintomatici infetti individuati),  soggetti in Quarantena,  Malati sintomatici ma senza diagnosi, Riconosciuti (sintomatici infetti con diagnosi), Ospedalizzati, Malati in pericolo di vita (infetti con sintomi gravi, con diagnosi), Guariti e Deceduti.